# Кристон, Шамека
Шамека Делинн Кристон (англ. Shameka Delynn Christon; род. 15 февраля 1982 года в Хот-Спрингсе, Арканзас) — американская профессиональная баскетболистка, выступавшая в женской национальной баскетбольной ассоциации. Была выбрана на драфте ВНБА 2004 года в первом раунде под пятым номером клубом «Нью-Йорк Либерти». Играла на позиции лёгкого форварда.

## Ранние годы
Шамека Делинн Кристон родилась 15 февраля 1982 года в городе Хот-Спрингс (штат Арканзас), училась она там же в одноимённой средней школе, в которой выступала за местную баскетбольную команду.